# ابیلین (کانزاس)
ابیلین (به انگلیسی: Abilene) شهری در ایالت کانزاس کشور ایالات متحده آمریکا است که جمعیت آن در سرشماری سال ۲۰۱۰ میلادی، ۶٬۸۴۴ نفر بوده‌است.